# 韋安禮
韦安禮（?—?），《宋史》作韦安道，开封府（今河南省开封市）人，南宋外戚。韦太后父亲，宋高宗的外公。
- 宋高宗将韦安禮贈太師、追封豫王，韦安禮妻宋氏赠益國夫人。韦安禮父韦子華贈太師、追封新平郡王；母杜氏贈魏國夫人，祖父韋舜臣任郊社齋郎、贈太師、追封岐國公，祖母段氏贈唐國夫人。
- 绍兴十年（1140年）九月十日，韋舜臣追封雍國公，段氏贈楚國夫人；韦子華追封安康郡王，杜氏贈魏國夫人；韦安禮追封魯王，宋氏贈秦越國夫人。
- 绍兴十二年（1142年）四月五日，韋舜臣追封惠王，韦子華追封德王。十月十九日，韋舜臣追封廣王，段氏贈秦國夫人；韦子華追封福王，杜氏贈鎮國夫人；韦安禮追封兗王，宋氏贈陳魯國夫人。
- 绍兴十三年（1143年）十一月二十五日，韋舜臣追封徐王，段氏贈鄆國夫人；韋子華追封揚王，杜氏贈荊國夫人；韋安禮追封魏王，宋氏贈韓豫國夫人。
- 绍兴十六年（1146年）十一月二十九日，韋舜臣追封韓王，段氏贈吳國夫人；韋子華追封楚王，杜氏贈周國夫人；韋安禮追封陳王，宋氏贈唐鄧國夫人。
- 绍兴十九年（1149年）十二月十三日，韋舜臣追封冀王，段氏贈冀國夫人；韋子華追封周王，杜氏贈潭國夫人；韋安禮追封越王，宋氏贈吳越國夫人。
- 绍兴二十二年（1152年）十二月二十七日，韋舜臣追封吳王，段氏贈魏國夫人；韋子華追封魯王，杜氏贈越國夫人；韋安禮追封雍王，宋氏贈陳魏國夫人。
- 绍兴二十五年（1155年）十二月二十五日，韋舜臣追封楚王，段氏贈楚國夫人；韋子華追封荊王，杜氏贈荊國夫人；韋安禮追封魏王，宋氏贈吳魏國夫人。
- 绍兴二十八年（1158年）十二月二十六日，韋舜臣追封周王，段氏贈周國夫人；韋子華追封陳王，杜氏贈陳國夫人；韋安禮追封韓王，宋氏贈韓魏國夫人。

## 兒女
- 儿子：韦宗闵，绍兴七年，贈武功大夫、秀州刺史；绍兴十四年，贈崇慶軍節度使
- 儿子：韦宗颜，绍兴七年，贈武功大夫、真州防禦使；绍兴十四年，贈定國軍節度使
- 女儿：韦太后
- 儿子：韋淵
- 女儿：惠旃，贈希元宣淨葆真太師，贈十字師號。